# 張昌齡
張昌齡（？年—666年），冀州南宮（今河北省南宮市）人。唐朝詩人。

## 生平
張昌齡與兄張昌宗皆以文章聞名，州欲舉秀才，張昌齡以朝廷已經很久沒有舉辦秀才考試的理由拒絕。於是地方官就改以舉進士資格，貞觀二十年（公元646年），張昌齡與王公治兩人的才學聲振京邑，但兩人皆被考功員外郎王師旦論評為下等。唐太宗問其原因，王師旦回答說張昌齡等華而少實，其文浮靡，日後難以成大器。如果錄取考生就會爭相模仿，擾亂陛下提倡的風氣。於是唐太宗同意不錄取。
貞觀二十一年（公元647年），翠微宮完工，張昌齡進獻《翠微宮頌》，受詔擬《息兵詔》，張昌齡很快便完成。唐太宗大悅，於是告誡張昌齡說前人禰衡、潘岳矜己慠物，所以下場淒涼。要求張昌齡宜鑑於前，別辜負他的期望。唐太宗很喜愛張昌齡的文章，於是令張昌齡將其供奉在通事舍人裡，不久任崑山道記室，其作品《平龜茲露布》為士所稱。後調回京城擔任長安尉，又外調襄州任司戶參軍，後因喪事而辭官回家。
麟德二年（公元665年），武則天前往泰山進行封禪大典，賀蘭敏之獻上了一篇《封東嶽碑》。據說為張昌齡所作。後來賀蘭敏之上奏，推薦張昌齡任北門學士。
乾封元年（公元666年），張昌齡去世。有文集二十卷。

## 傳聞
宰相蘇味道與張昌齡在當時都有名聲，閒暇日相遇，兩人互相誇耀。張昌齡說：「我寫的詩比不上你，因為沒有『銀花合』。」（蘇味道有《觀燈》詩：「火樹銀花合，星橋鐵鎖開。暗塵隨馬去，明月逐人來。」）蘇味道說：「你的詩雖然沒有銀花合，但是有『金銅釘』。」（張昌齡贈張昌宗詩：「昔日浮丘伯，今同丁令威。」）於是兩人撫掌而笑。

### 生吞活剝
棗強縣尉張懷慶喜歡剽竊名士文章，遭時人譏諷：「活剝張昌齡，生吞郭正一。」另一說為王昌齡。